# Höchheim

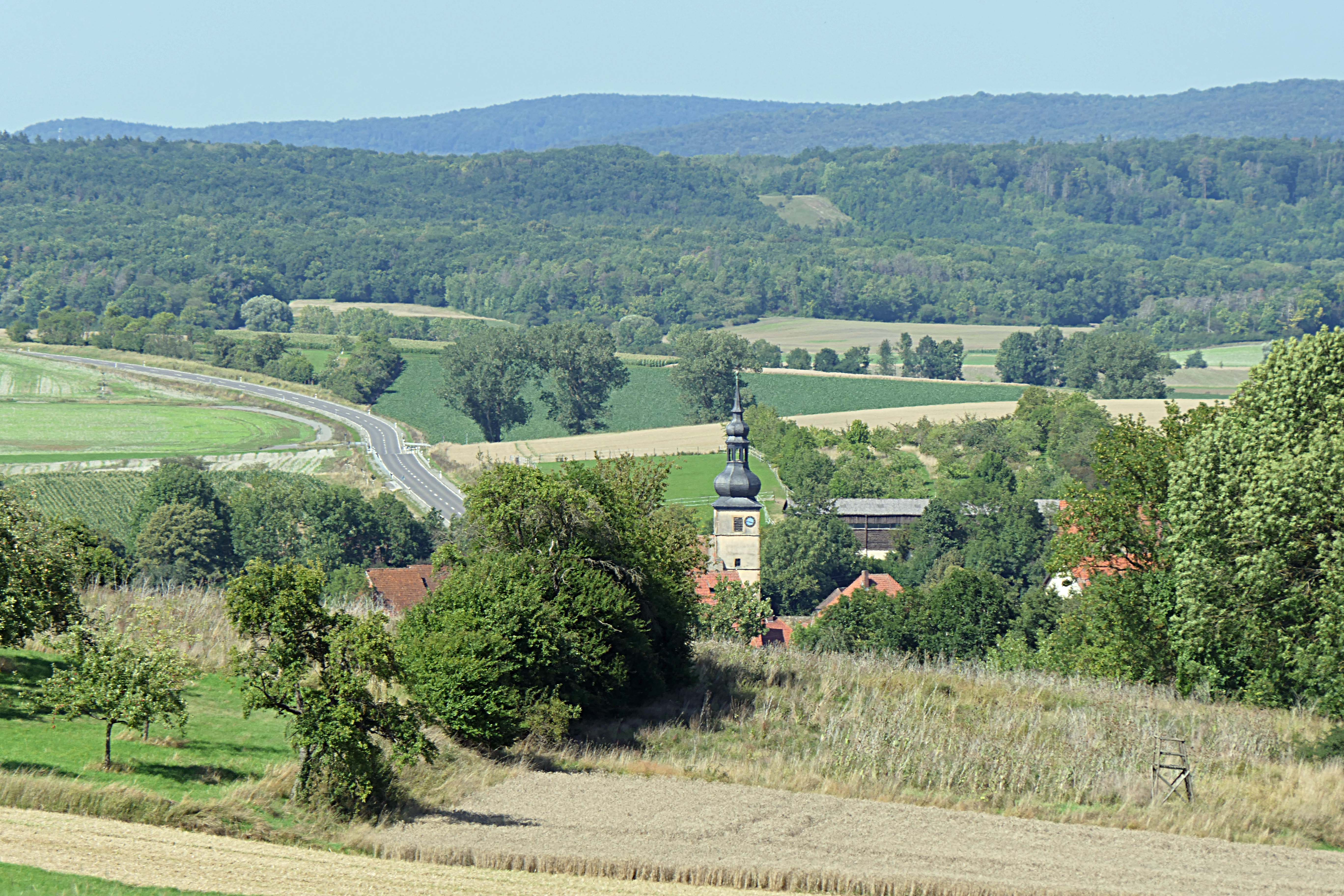
Höchheim von Süden

Höchheim ist eine Gemeinde im unterfränkischen Landkreis Rhön-Grabfeld.

## Geografie
Die Gemeinde liegt in der Region Main-Rhön und wird von einem Abschnitt der Milz (Zufluss der Fränkischen Saale) durchflossen.

### Gemeindegliederung
Es gibt fünf Gemeindeteile (in Klammern ist der Siedlungstyp angegeben):
- Gemeindemühle (Einöde)
- Gollmuthhausen (Kirchdorf)
- Höchheim (Kirchdorf)
- Irmelshausen (Pfarrdorf)
- Rothausen (Pfarrdorf)

Es gibt die Gemarkungen Gollmuthhausen, Höchheim, Irmelshausen und Rothausen.

## Geschichte

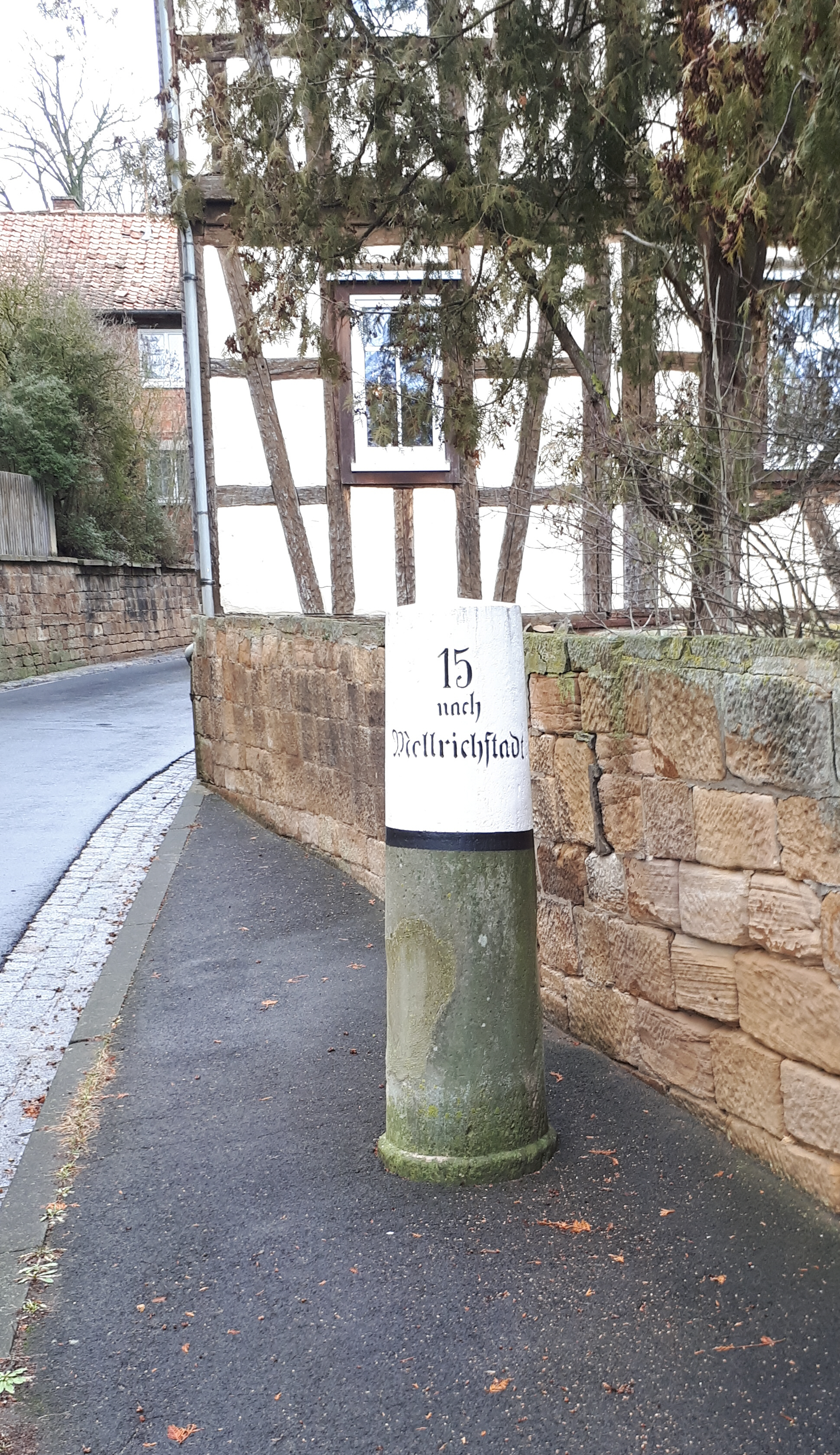
Alter Meilenstein in der Rothäuser Straße

### Bis zur Gemeindegründung
Höchheim war Bestandteil des Rittergutes Irmelshausen der Freiherren von Bibra, das zum Fränkischen Ritterkreis gehörte. Höchheim wurde unter dem Freiherrn von Bibra um 1530 evangelisch. Um 1540 wurde von dem Freiherrn von Bibra in Irmelshausen die Reformation eingeführt. Danach wurde das benachbarte Aubstadt Filiale der evangelischen Pfarrei Höchheim. Ab 1650 waren Höchheim und Aubstadt eine kombinierte Pfarrei. 1699 ging der offizielle Pfarrsitz von Höchheim auf Aubstadt über.
Als Teil des Besitzes der Freiherren von Bibra fiel Höchheim gemeinsam mit Irmelshausen und Aubstadt nach der Mediatisierung (1806) zusammen mit dem Großherzogtum Würzburg 1814 an Bayern. Im Jahr 1818 entstand die politische Gemeinde.

### 20. Jahrhundert
Die Synagoge der ehemaligen Jüdischen Gemeinde, die sich am Standort des heutigen Kindergartens befand, wurde beim Novemberpogrom 1938 zerstört, woran eine Gedenktafel am Rathaus erinnert.
Die Gemeinde liegt an der ehemaligen innerdeutschen Grenze, was sich auch auf das Wirtschaftsleben auswirkte und teilweise heute noch auswirkt.

### Religionen
Die evangelische Gemeinde im Ort gehört zur Pfarrei Irmelshausen im Evangelisch-Lutherischen Dekanat Bad Neustadt an der Saale.

### Eingemeindungen
Im Zuge der Gebietsreform in Bayern wurden am 1. Januar 1975 die Gemeinden Gollmuthhausen und Rothausen eingegliedert. Irmelshausen kam am 1. Januar 1978 hinzu.

### Einwohnerentwicklung
| Jahr      | 1961 | 1970 | 1987 | 1991 | 1995 | 2000 | 2005 | 2010 | 2011 | 2012 | 2013 | 2014 | 2015 | 2020 |
| --------- | ---- | ---- | ---- | ---- | ---- | ---- | ---- | ---- | ---- | ---- | ---- | ---- | ---- | ---- |
| Einwohner | 1477 | 1451 | 1269 | 1316 | 1390 | 1345 | 1266 | 1184 | 1195 | 1179 | 1160 | 1137 | 1136 | 1072 |

Im Zeitraum 1988 bis 2018 sank die Einwohnerzahl von 1255 auf 1067 um 188 Einwohner bzw. um 15 %. 1999 hatte die Gemeinde 1345 Einwohner.
Quelle: 

## Politik und Öffentliche Verwaltung
Die Gemeinde ist Mitglied der Verwaltungsgemeinschaft Bad Königshofen im Grabfeld.

### Bürgermeister und Gemeinderat
Erster Bürgermeister ist Michael Hey (UWG Rothausen). Der Gemeinderat hat zwölf Mitglieder.
Die Gemeinderatswahlen seit 2014 ergab folgende Stimmenanteile und Sitzverteilungen:
| Partei/Liste                                  | 2020  | 2020  | 2014  | 2014  |
| Partei/Liste                                  | %     | Sitze | %     | Sitze |
| --------------------------------------------- | ----- | ----- | ----- | ----- |
| Unabhängige Wählergemeinschaft Höchheim       | 31,85 | 4     | 26,45 | 3     |
| Freie Wählergemeinschaft Irmelshausen         | 24,43 | 3     | 20,11 | 2     |
| CSU                                           | 19,30 | 2     | 22,38 | 3     |
| Unabhängige Wählergemeinschaft Rothausen      | 12,22 | 2     | 14,86 | 2     |
| Unabhängige Wählergemeinschaft Gollmuthhausen | 12,20 | 1     | 16,20 | 2     |
| Gesamt                                        | 100   | 12    | 100   | 12    |

### Wappen
| Wappen der Gemeinde Höchheim | Blasonierung: „Unter rotem Schildhaupt, darin drei silberne gekürzte Spitzen, gespalten; vorne fünfmal geteilt von Schwarz und Gold, belegt mit einem schrägen, gebogenen grünen Rautenkranz, hinten in Gold ein rot gezungter, steigender schwarzer Biber.“ |
| Wappen der Gemeinde Höchheim | Wappenbegründung: Die Gemeinde besteht seit 1978 aus den ehemals selbstständigen Gemeinden Gollmuthhausen, Höchheim, Irmelshausen und Rothhausen. Das Wappen erinnert an die zwei Landesherren im Gemeindegebiet. Die drei silbernen Spitzen in rotem Feld, der so genannte fränkische Rechen, ist dem Würzburger Hochstiftswappen entnommen. In der vorderen Schildhälfte steht das Wappen der Herzöge von Sachsen-Coburg. Der Biber entstammt dem Wappen der Herren von Bibra, das im gesamten Gemeindegebiet Güter und Einkünfte innehatte. Sie erwarben 1376 das Wasserschloss in Irmelshausen, das sich bis heute in ihrem Besitz befindet. 1352 sind die Bibra als Teilinhaber des Zehnts in Gollmuthhausen belegt, 1478 erhielten sie das Vogteirecht über Irmelshausen und 1511 das Patronatsrecht über die Pfarrkirche von Höchheim. Dieses Wappen wird seit 1987 geführt. |

### Kommunale Allianz
Die Gemeinde ist Mitglied in der Kommunalen Allianz Fränkischer Grabfeldgau.

## Kultur und Sehenswürdigkeiten
- Wasserschloss Irmelshausen

- Burggut Höchheim
- Dorfbrunnen Höchheim
- Badesee Irmelshausen

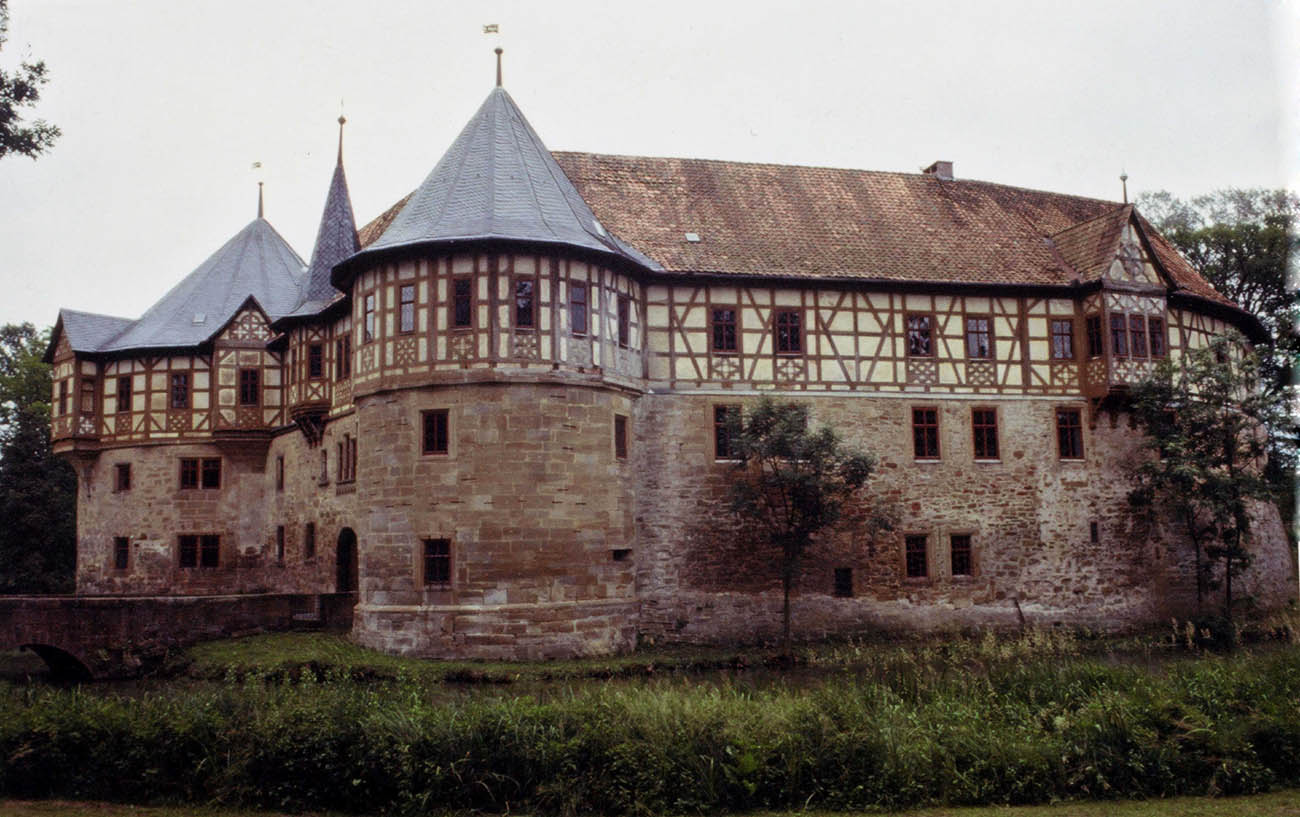
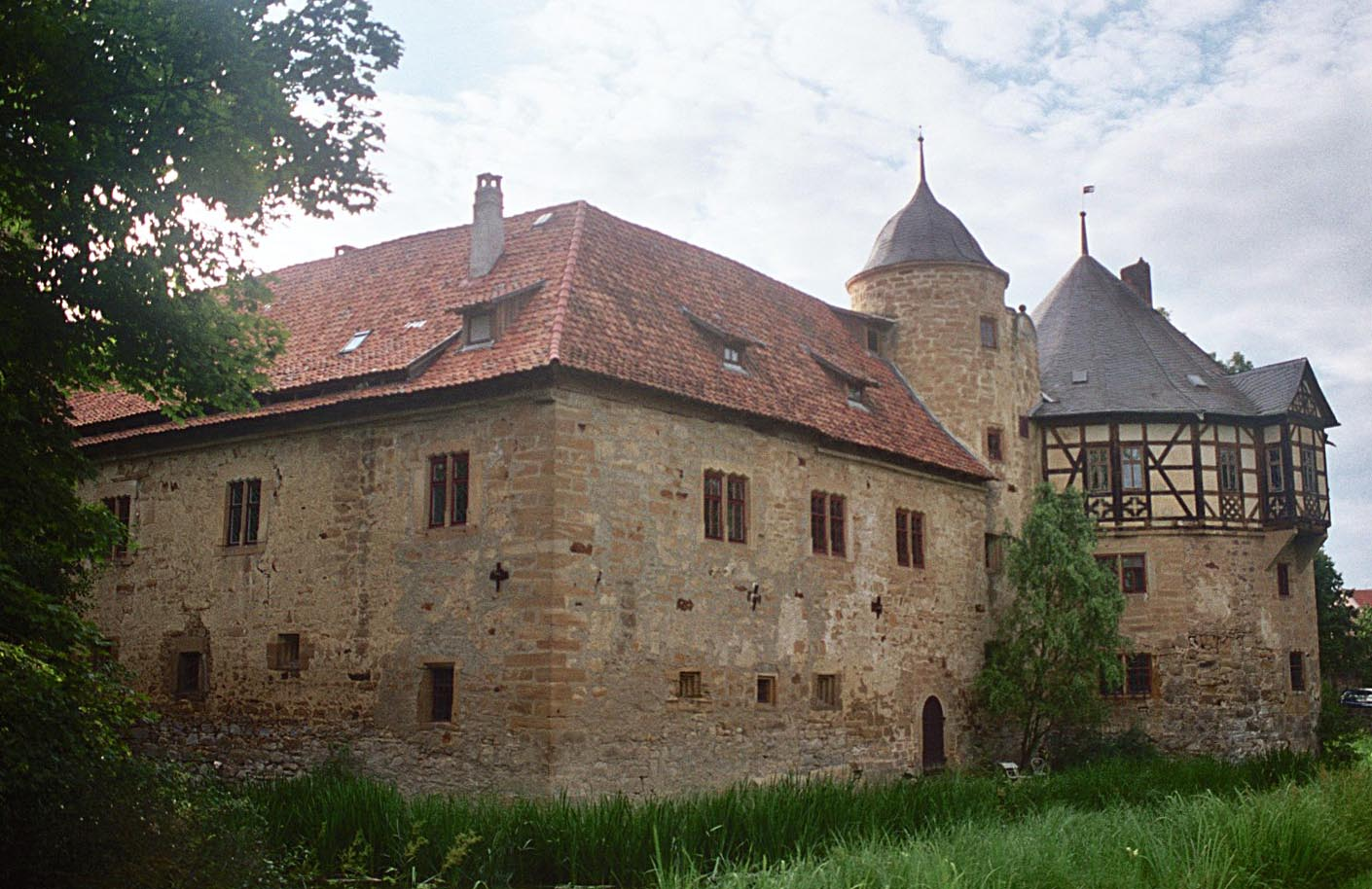
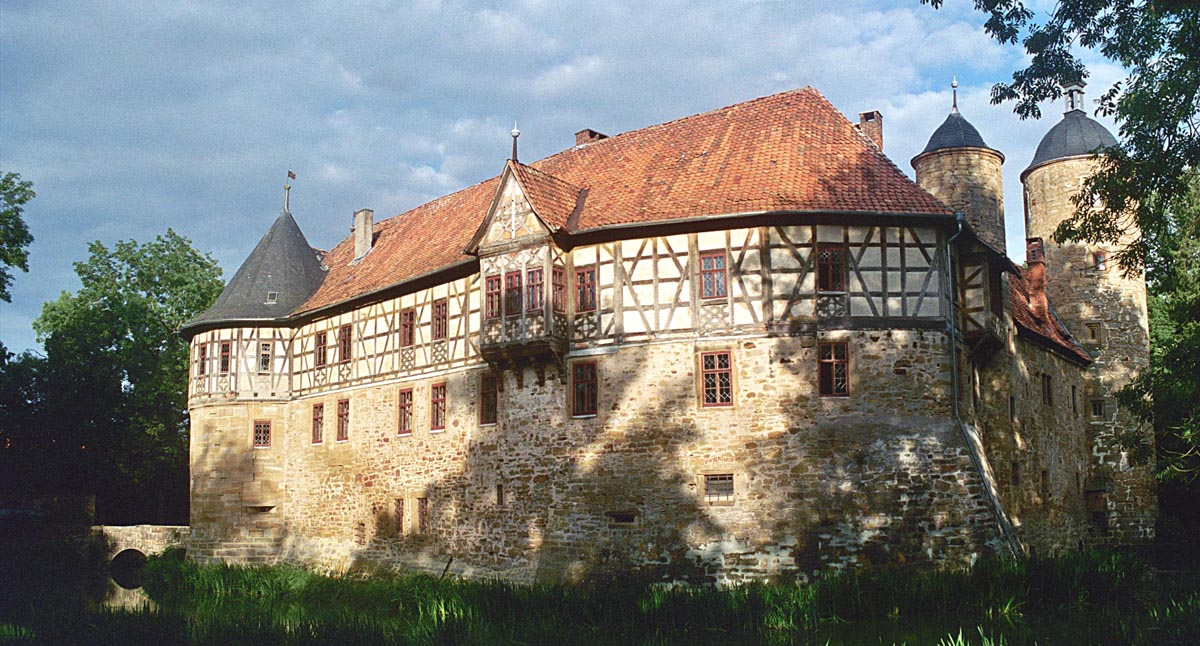
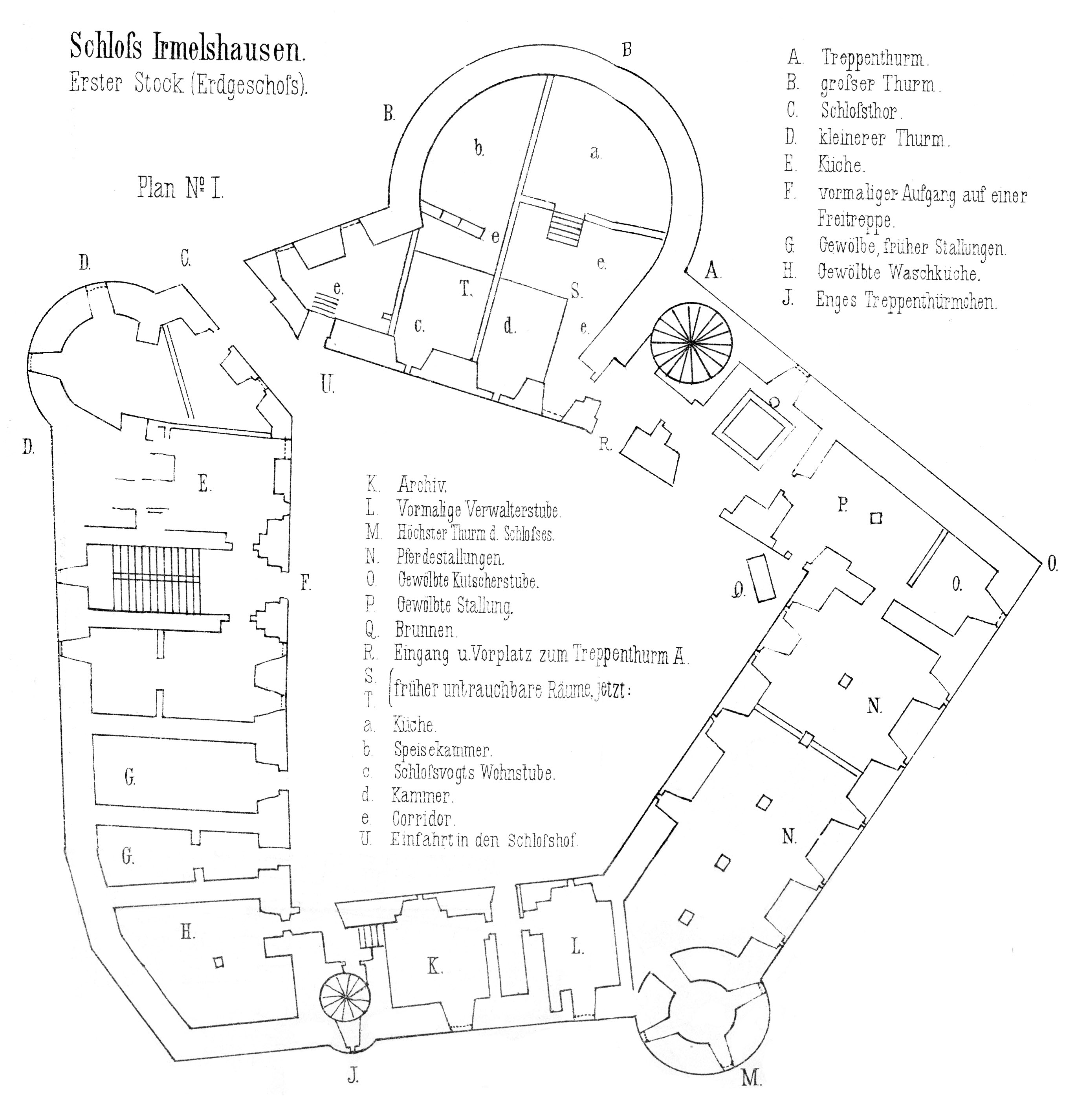

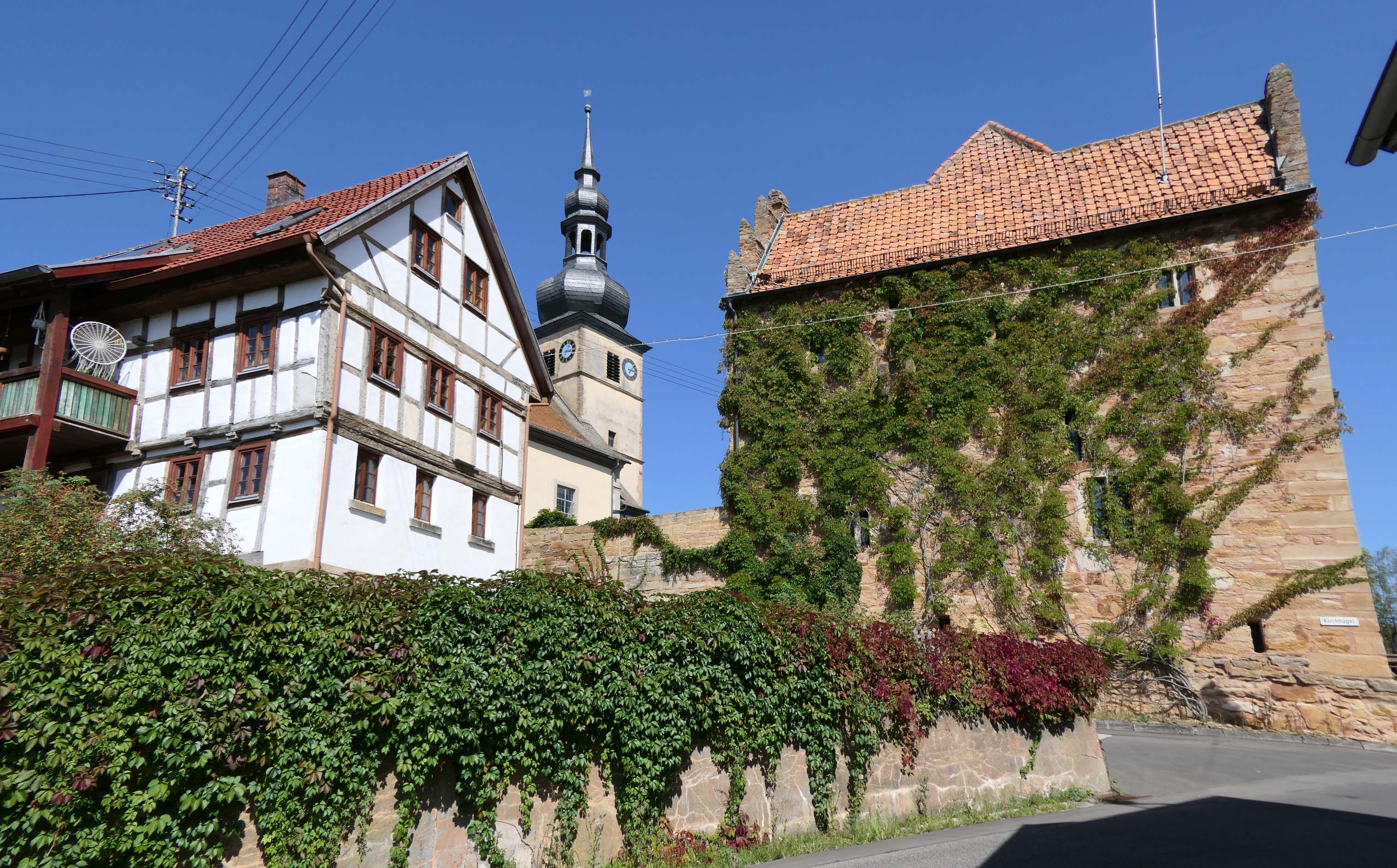
Kirchhügel und ehem. Burggut in Höchheim

- Die Gemeinde wird auf gleicher Trasse durchquert von den Europäischen Fernwanderwegen E3 und E6.
- Durch die Gemeinde Höchheim verläuft der Fernradweg Meiningen–Haßfurt.

## Bau- und Bodendenkmäler
siehe auch: Gemeindemühle_(Höchheim)

## Wirtschaft und Infrastruktur

### Wirtschaft einschließlich Land- und Forstwirtschaft
Es gab im Jahr 2020 nach der amtlichen Statistik 122 sozialversicherungspflichtig Beschäftigte am Arbeitsort, zehn davon im Bereich Handel und Verkehr. Sozialversicherungspflichtig Beschäftigte am Wohnort gab es insgesamt 448. Im verarbeitenden Gewerbe gab es einen, im Bauhauptgewerbe keinen Betrieb. Zudem bestanden im Jahr 2016 30 landwirtschaftliche Betriebe mit einer landwirtschaftlich genutzten Fläche von 1429 ha, davon waren 1189 ha Ackerfläche und 237 ha Dauergrünfläche.

### Bildung
Es gibt folgende Einrichtungen (Stand: 2021):
- Evangelisch-Luth. Kindergarten mit Kinderhort „Unterm Regenbogen“ in Höchheim: 43 genehmigte Betreuungsplätze, 35 betreute Kinder

## Persönlichkeiten
- Carl Emil Diezel (1779–1860), Förster, Jäger, Philosoph, Musiker und Schriftsteller
- Julius Hey (1832–1909), Gesangslehrer und Musikpädagoge